# Caringin (Caringin)
Caringin is een bestuurslaag in het regentschap Bogor van de provincie West-Java, Indonesië. Caringin telt 9819 inwoners (volkstelling 2010).